# You Can’t Take It with You

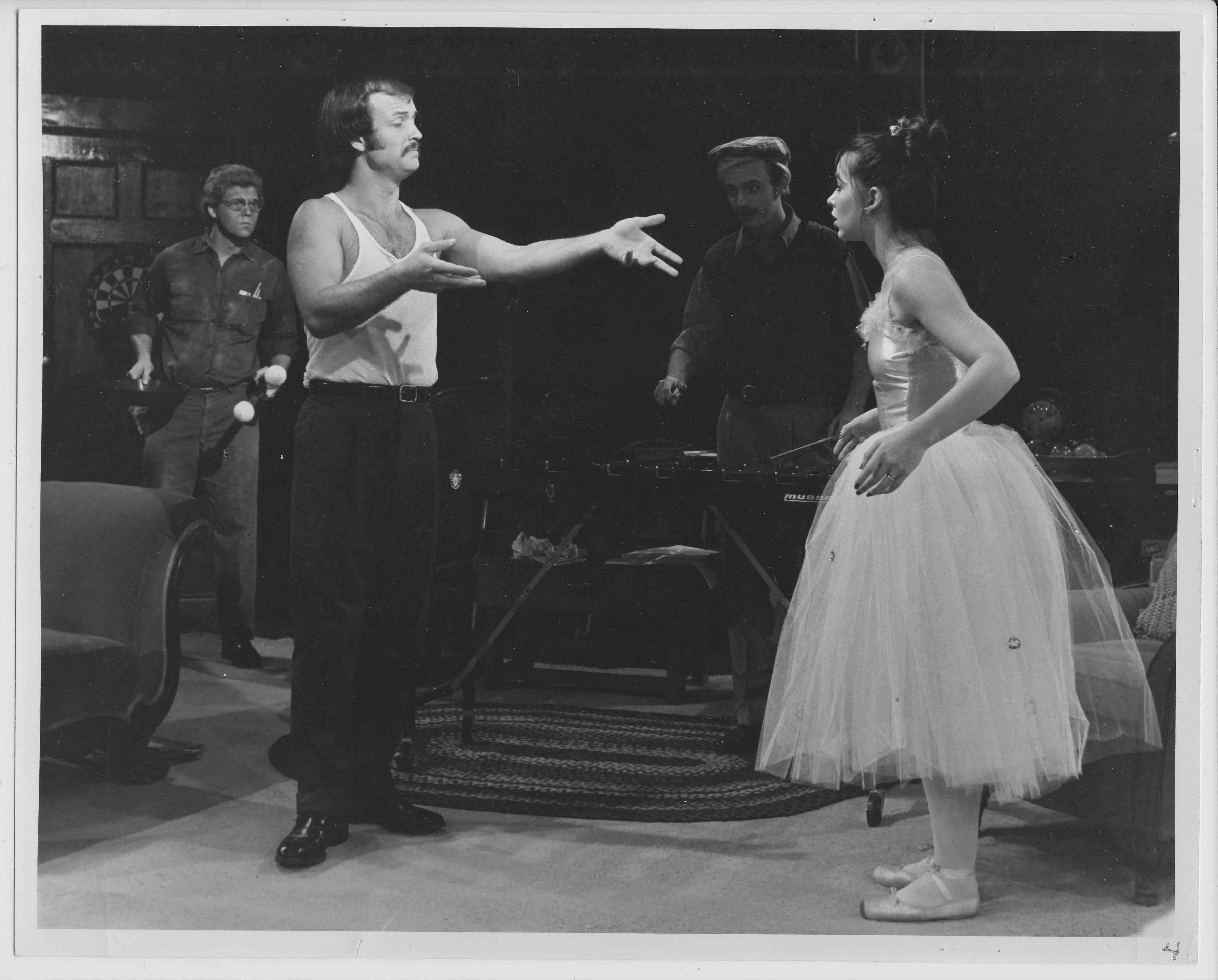
Sztuka You Can’t Take It with You w 2016

You Can’t Take It with You – komedia George’a S. Kaufmana i Mossa Harta z 1936, wyróżniona nagrodą Pulitzera w dziedzinie dramatu za rok 1937. W 1938 została zekranizowana przez Franka Caprę.